# Ямаха КУВТ
Ямаха КУВТ — комплект учебной вычислительной техники на основе бытовых компьютеров стандарта MSX компании Yamaha.
Применялись на первом этапе информатизации образования в некоторых учебных заведениях СССР и эксплуатировались с середины 1980-х по начало 1990-х годов. Компьютеры, используемые в составе комплектов, представляли собой серийные модели, специально адаптированные для поставок в СССР. Они имели русифицированную клавиатуру (на ней были совмещены две раскладки — русская ЙЦУКЕН и латинская фонетическая JCUKEN) и программное обеспечение, а также логотипы «КУВТ» и «КУВТ2» (цифра обозначала версию стандарта MSX).

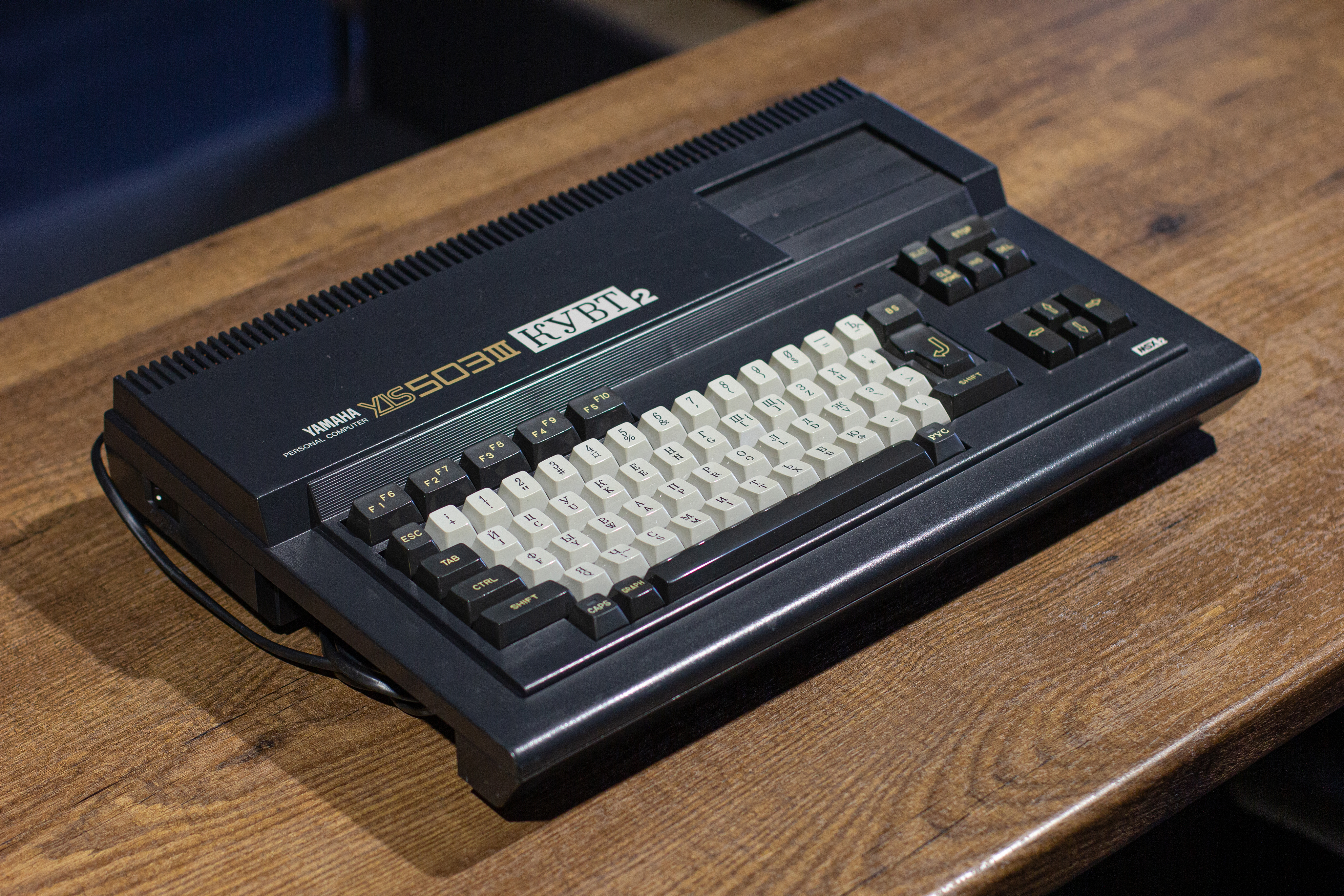
Общий вид КУВТ2

Всего было поставлено не менее 4200 компьютеров. Японский источник говорит о 7000 машин.

## Комплектации

### Базовый класс
Базовый класс предназначался для использования непосредственно в учебном процессе. В его комплектацию входили:
- Одно рабочее место учителя:
  - Компьютер YIS-503IIR (КУВТ) с контроллером дисковода FD-51 в слоте расширения и внешним дисководом FD-05R
  - или компьютер YIS-805/128R (КУВТ2)
    - Имеет два встроенных трёхдюймовых дисковода ёмкостью по 720 КБ
    - В комплекте поставлялись дискеты с операционными системами MSX-DOS и CP/M

  - Цветной монитор
  - Принтер
- 9 рабочих мест учащихся:
  - Компьютер YIS-503IIR (КУВТ) или YIS-503IIIR (КУВТ2)
    - Имеют встроенную операционную систему CP/M в ПЗУ
    - Обе применяемых модели компьютера не имеют встроенного дисковода

  - Монохромный монитор с зелёным цветом свечения
- Съёмные сетевые модули для организации сети, разные для КУВТ и КУВТ2.

Все компьютеры объединялись в локальную сеть топологии «шина». Загрузка и сохранение программ или данных производились с помощью рабочего места учителя.

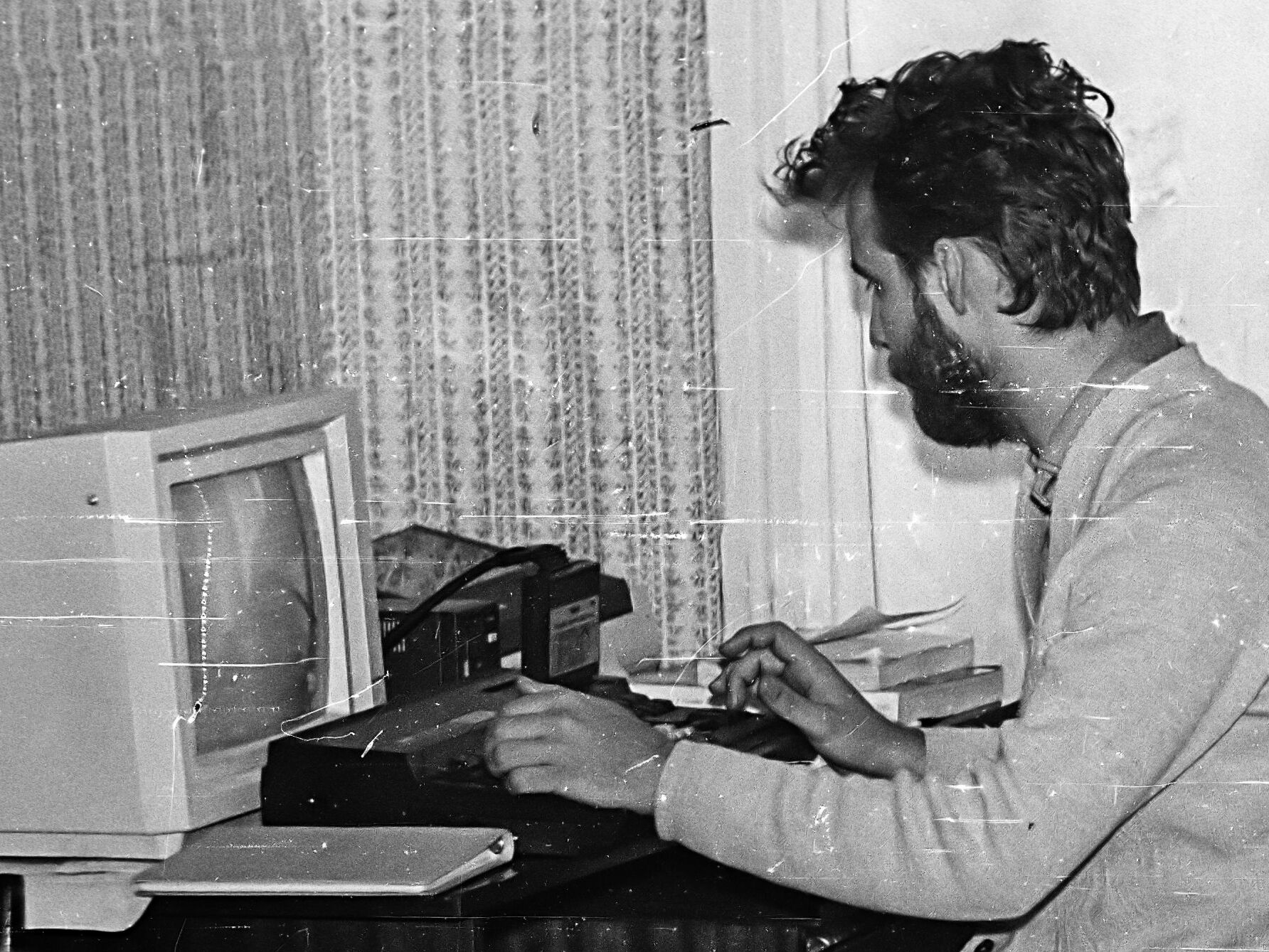
Работа на Yamaha YIS-503IIR (КУВТ) в Институте программных систем АН СССР, 1986 год

### Инструментальный класс
Инструментальный класс предназначался для разработки программ и методических рекомендаций, применяемых в учебных заведениях. В комплект входили:
- 10 равноценных рабочих мест:
  - Компьютер YIS-805/128R (КУВТ2)
  - Цветной монитор
- 2 принтера

Компьютеры инструментального класса также могли быть объединены в локальную сеть.

### Периферия
Классы на основе компьютеров Yamaha MSX комплектовались мониторами STAR (цветной CRT-14CLR, монохромный CRT-12GRN), MSX2 — цветными мониторами EIZO 8020 и монохромными EIZO 3010 (зелёный цвет свечения). Также применялись принтеры STAR Gemini 10XR.